# Gymnogeophagus caaguazuensis
Gymnogeophagus caaguazuensis es una especie de peces de la familia Cichlidae.

## Morfología
Los machos pueden llegar alcanzar los 8,6 cm de longitud total.

## Distribución geográfica
Se encuentran en Sudamérica: Paraguay. 